# Gabriel Narutowicz (loża wolnomularska)
Gabriel Narutowicz – łódzka loża wolnomularska działająca w okresie międzywojennym. Miała charakter elitarny, zrzeszała ok. 10 członków, m.in. Zygmunta Lorentza, Sergiusza Hessena.
Została zlikwidowana jesienią 1938 po dekrecie prezydenta RP Ignacego Mościckiego, nakazującym rozwiązanie wszystkich stowarzyszeń masońskich w Polsce.
Tę samą nazwę przyjęła powstała 31 października 1991 roku w Krakowie loża Wielkiego Wschodu Francji. Działa ona do dziś.